# Castle Rock (Oregon, Morrow megye)
Castle Rock (elköltöztetése után Castle) az Amerikai Egyesült Államok északnyugati részén, Oregon állam Morrow megyéjében, az Interstate 84 közelében elhelyezkedő kísértetváros.
Nevét egy szikláról kapta. Az Umatilla víztározó kialakításakor a területet elárasztották, ekkor az itt található vasútállomást magasabbra költöztették.

## Fordítás
- Ez a szócikk részben vagy egészben  a   Castle Rock, Morrow County, Oregon című angol Wikipédia-szócikk ezen változatának fordításán alapul.  Az eredeti cikk szerkesztőit annak laptörténete sorolja fel. Ez a jelzés csupán a megfogalmazás eredetét és a szerzői jogokat jelzi, nem szolgál a cikkben szereplő információk forrásmegjelöléseként.